# 山川広行
山川 広行（やまかわ ひろゆき、1956年（昭和31年）12月10日 - ）は、日本の実業家。北海道銀行取締役副頭取を経て、札幌ドーム代表取締役社長。

## 人物・経歴
北海道旭川市出身。北海道旭川北高等学校を経て、1979年北海道大学経済学部卒業、北海道銀行入行。入行同期に堰八義博（のち頭取）、笹原晶博（同）がいる。
1998年栄町支店長。2001年法人推進グループ調査役。2002年清田支店長。2004年札幌駅前支店長。2005年執行役員地区営業担当兼帯広支店長。2009年常務執行役員地区営業担当兼旭川支店長。2012年常務執行役員地区営業担当。2013年常務執行役員石狩・札幌地区営業担当。同年専務執行役員本店営業部本店長。2015年取締役副頭取に就き、地域を活性化する地方創生本部のキャップを務め、道内の20以上の自治体を訪れた。
2017年札幌ドーム社長に転じ、北海道日本ハムファイターズの本拠地移転計画を受け、その対応および球場活性化に取り組む。
2024年６月21日の株主総会にて、 「プロ野球をやらせてくれないのでね」「見通しが甘かったには抵抗がある」と発言。これに対しネット上では「上から目線」「驕りを感じる」「（日ハムを）自分で追い出したんでしょ」「よくこんな発言できる」などと驚きの声が広まっている。